# Durău
Durău je lyžařský resort a obec nacházející se v severovýchodním Rumunsku, v župě Neamț v Moldávii, poblíž masivu Ceahlău. Jeho poloha je znevýhodněná kvůli špatné dostupnosti, jedinou příjezdovou cestou je DN15 (z Poiana Largului); pravidelná trasa z Bicazu je od února 2006 uzavřena kvůli sesuvům půdy.
Obec Durău leží v okrese Neamț, v nadmořské výšce 780–800 m, 9 km od jezera Izvorul Muntelui na řece Bistrița na severozápadním svahu masivu Ceahlau (Východní Karpaty). Fauna okolních lesů je velmi bohatá (vyskytuje se zde karpatský jelen, medvěd hnědý, prase divoké, horská koza. 

## Poloha a význam
Oblast je vhodná pro pěší turistiku v okolních horách, k vodopádu Duruitoarea, do přírodní rezervace bizonů v pohoří Ceahlau a mnoho dalších výletů: návštěvy blízkých klášterů (Secu, Sihastrie, Neamt, Varatec a Agapia), klášterů ze severní Moldávie (Humorului, Sucevita, Moldovita, Putna, Dragomirna, Voronet), soutěsek Bicaz, jezera Rosu, Borsec a resortu Vatra Dornei. V Durau se nachází malý kostelík, který namaloval slavný rumunský malíř Nicolae Tonitza, a také klášter).

## Kášter Durău

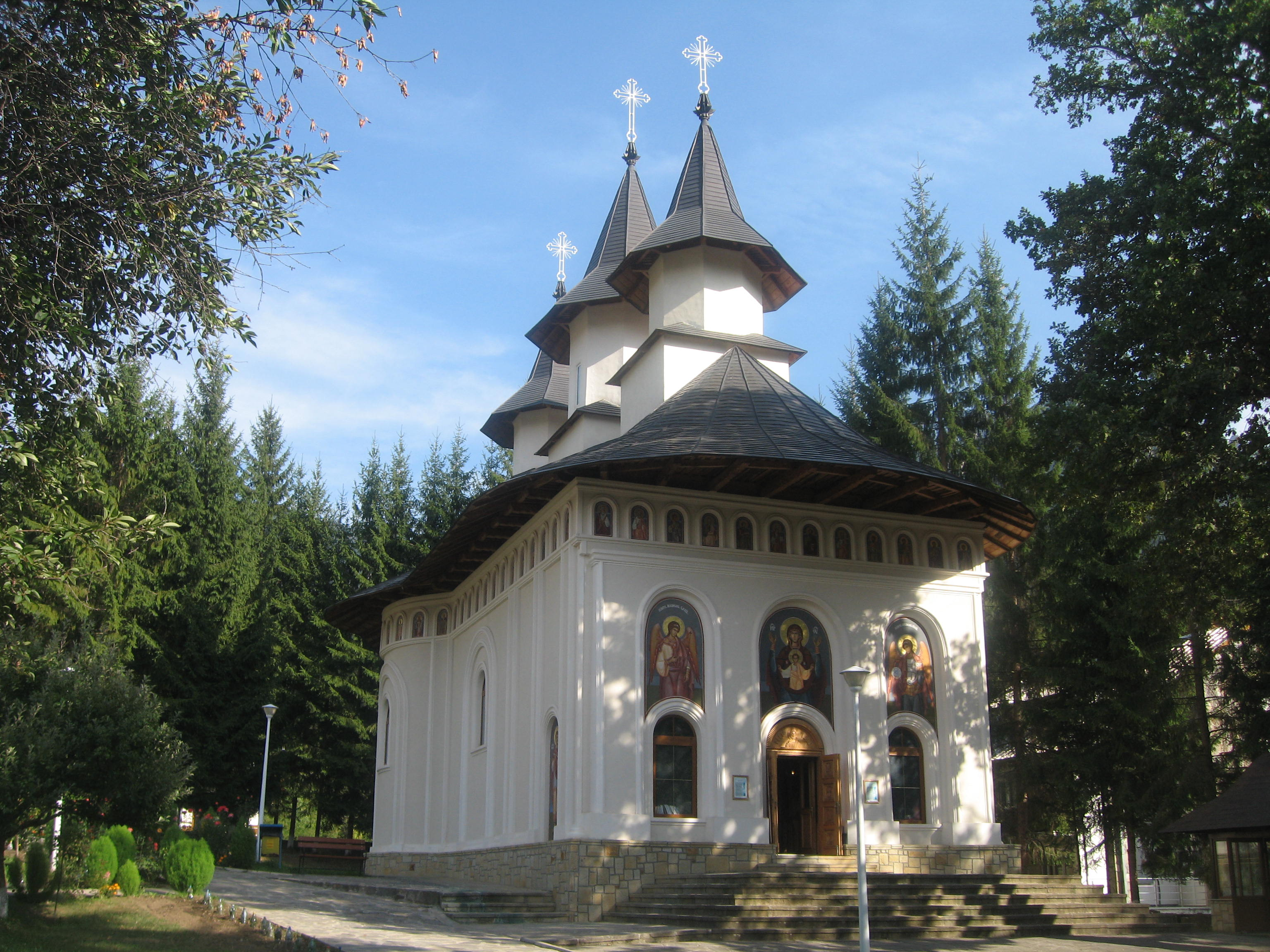
Klášter v Durău

Ve městě se nachází starobylý klášter Durău a konferenční centrum náležející rumunské pravoslavné církvi. 
Kořeny zdejšího ženského monastýru sahají k přelomu 16. a 17. století k poustevníkům, kteří zakládali malé mnišské komunity. Budova hlavního chrámu zasvěceného Zvěstování přesvaté Bohorodici byla postavena ve 30. letech 19. století spolu s rekonstrukcí původního dřevěného kláštera. Po pádu komunistického režimu v Sovětském svazu se mnišky do kláštera vrátily v roce 1991 a ve stejném roce bylo otevřeno i kulturně pastorační centrum sv. Daniela Poustevníka. Jeho úkolem je představování pravoslavné spirituality v rámci národního i mezinárodního ekumenického dialogu. Monastýr, ač užívaný, je otevřen i turistickému ruchu.